# Perwaja Liga (Sowjetunion)
Die Perwaja Liga (russisch Первая лига, deutsch eigentlich Erste Liga) war nach der Wysschaja Liga die zweithöchste Spielklasse im sowjetischen Fußball. Sie wurde von 1936 bis 1991, als die Sowjetunion aufgelöst wurde, ausgetragen, insgesamt also 52 Spielzeiten lang.
Die Perwaja Liga trug ihren eigentlichen Namen erst seit 1970, davor hieß sie unter anderem Gruppa B, Gruppa 2, Klass B, Klass A und Klass 2. Bis 1970 bestand die Liga zudem aus mehreren Gruppen. Die Zahl der Auf- und Absteiger sowie die Anzahl der teilnehmenden Mannschaften variierte oft von Saison zu Saison.
Mit 5 Meisterschaften in der Perwaja Liga war Krylja Sowetow Kuibyschew (heute Samara) Rekordmeister. Mit der Saison 1991 endete der Spielbetrieb, die teilnehmenden Mannschaften wechselten nun in die jeweiligen nationalen Ligen der Nachfolgestaaten der Sowjetunion.